# アンソニー・カセレス
アンソニー・カセレス（Anthony Caceres、1992年9月29日 - ）は、オーストラリア・シドニー出身のサッカー選手。Aリーグ・メン・マッカーサー所属。オーストラリア代表。ポジションはMF。

## クラブ歴
2013年1月にセントラルコースト・マリナーズFCで出場し選手初出場を記録した。翌年1月に選手初得点を記録した。
2016年1月15日にプレミアリーグのマンチェスター・シティFCが30万豪ドルで買取、同じシティ・フットボール・グループ傘下のメルボルン・シティFCに即座に期限付き移籍した。実質的にはメルボルン・シティへの完全移籍であるにも関わらず、他クラブの財力で補強している事については物議を醸した。その上、加入直後の4試合でレッドカードを2枚受けるなどプレー面でも怪訝な目を向けられた。それでも同年3月には移籍後初得点を決め、6月には期限付き移籍期間が延長されると、同じくマンチェスター・シティからルーク・ブラッタンが期限付き移籍してきた。
2017年7月にアル・ワスルFCに買取オプションつきで期限付き移籍。
2018年6月25日に再びメルボルン・シティに期限付き移籍。2019年1月1日に期限付き移籍は打ち切られた。
2019年1月1日にシドニーFCに期限付き移籍。同年夏にマンチェスター・シティとの契約が切れたため、ルーク・ブラッタンとともに2年契約で完全移籍した。
2025年6月24日にマッカーサーFCに移籍した。

## 家族
妻のヘレン・カセレスもサッカー選手、高校時代に出会った二人ではあるが、二人ともにメルボルン・シティに在籍していた時期もある。Aリーグで夫妻が同じクラブに所属した初めての例となった。
オーストラリア生まれではあるが、ウルグアイの血を引いており、ナシオナルのサポーターである事を明かしている。